# Bertulfo de Bobbio
San Bertulfo (f. 642) fue un religiosos franco convertido al cristianismo. Es considerado como santo por la iglesia católica, cuyo festejo es el 19 de agosto.

## Biografía
Betulfo era hijo de un noble pagano y pariente de Arnulfo de Metz, cuyo ejemplo le influyó para convertirse al cristianismo en el 620 y entrar en el monasterio de Luxeuil. 
Pocos años después, en una visita desde Luxeuil charló con el abad Attala y, con el permiso del abad Eustaquio de Luxeuil, se unió a la comunidad de Attala en Bobbio en Italia. Después de la muerte de Attala en el 627, Bertulfo fue elegido por los monjes de Bobbio como su sucesor. Durante su dirección, insistió en la observación de reglas austeras introducidas por San Columbano, fundador de la abadía de Bobbio, y predicó de forma feroz sobre el arrianismo, que azotaba la Italia bajo el dominio de los lombardos. 
Cuando el obispo de Tortona acogió Bobbio bajo su jurisdicción, Bertulfo viajó a Roma, donde el papa Honorio I le recibiría y garantizaría la exención episcopal del monasterio. Jonás, un monje de Bobbio, que lo acompañó en su viaje a Roma, relata que, mientras volvía al monasterio, Bertulfo fue atacado por unas fiebres mortales y fue curado milagrosamente por San Pedro. El mismo autor describe una serie de milagros a los creyentes de San Bertulfo.